# Meeboldina scariosa
Meeboldina scariosa är en gräsväxtart som först beskrevs av Robert Brown, och fick sitt nu gällande namn av Barbara Gillian Briggs och Lawrence Alexander Sidney Johnson. Meeboldina scariosa ingår i släktet Meeboldina och familjen Restionaceae. Inga underarter finns listade i Catalogue of Life.